# Ea-mukin-zeri
Ea-mukin-zeri va ser el segon rei de la II Dinastia del País de la Mar, que va regnar també a Babilònia. Només va governar uns mesos durant l'any 1008 aC, segons la Llista dels reis de Babilònia.
Va succeir Simbar-Xipak, i la Crònica Dinàstica diu que "va morir per l'espasa" abans de dir que era un usurpador. La Crònica Sincrònica que anomena quins reis de Babilònia governaven al mateix temps que els reis d'Assíria el fa contemporani de Xamxi-Adad IV, però probablement va ser rei quan governava Aixurrabi II.
La Crònica Dinàstica diu que va ser enterrat a "la maresma de Bit-Hašmar", segurament un territori vora el riu Diyala, quan aquest s'obre pas cap al territori de Namri, una maresma ancestral on era comú enterrar els reis mesopotamis. Aquest costum d'enterrar els reis en llocs humits "a prop de la residència d'Enki" va ser comentat per molts historiadors posteriors, com ara Estrabó i Flavi Arrià a l'Anàbasi d'Alexandre el Gran, on cita a Aristòbul de Cassandria, que descriu una inspecció feta pels grecs a les tombes reials que es trobaven parcialment submergides i rodejades de canyes.